# Triphleba setigera
Triphleba setigera är en tvåvingeart som beskrevs av Mikhailovskaya 1999. Triphleba setigera ingår i släktet Triphleba och familjen puckelflugor. Inga underarter finns listade i Catalogue of Life.